# Hépatoscopie

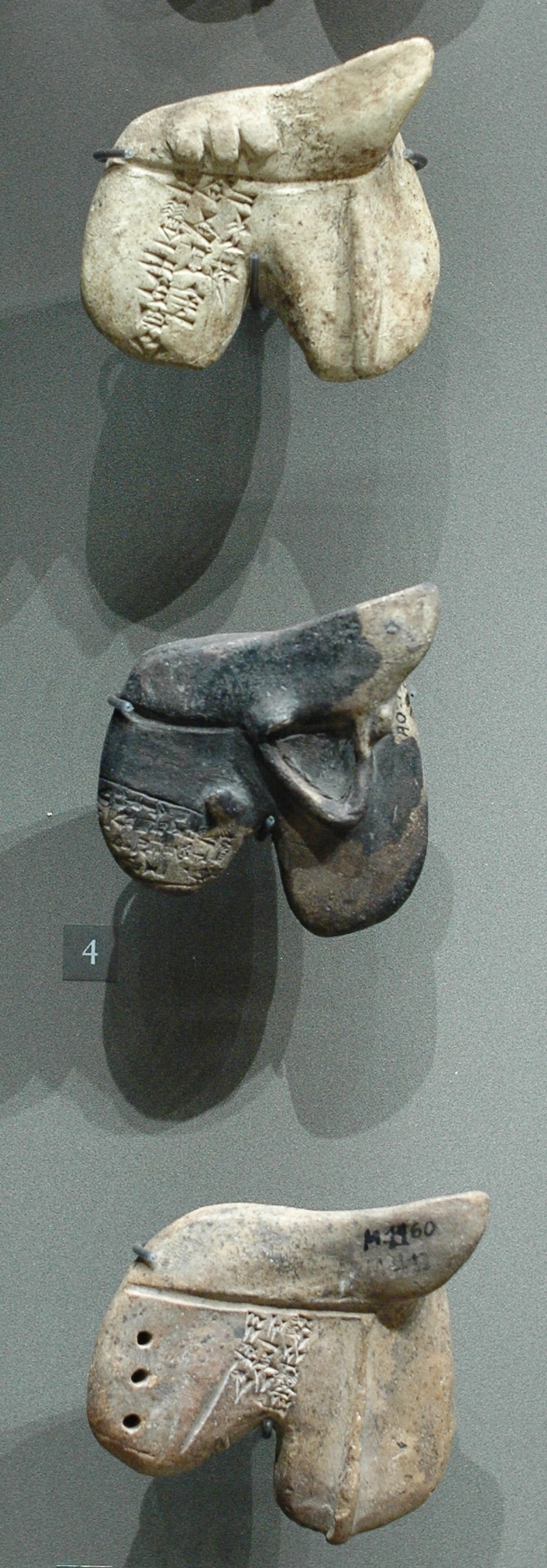
Modèle de foies en argile issus du site de Mari, en Syrie

L'hépatoscopie de hépato-, du grec η̃παρ, η̃πατος (ê par, ê patos) « foie » et -scopie, du grec a -σκοπια (-skop), issu de σκοπει̃ν (skopein) « observer », ou hépatomancie (voir aussi : extispicine ou extaspicine, renvoie à l'analyse du cœur et/ou des poumons, du foie et de la rate d'animaux consacrés lors d'un sacrifice, entrailles, viscères ou splanchnomancie enfin haruspicine) est un art divinatoire pratiqué par les haruspices à partir de l'étude de foies d'animaux sacrifiés, assez répandu, notamment dans les civilisations de la Mésopotamie antique, chez les Phéniciens, les Grecs, puis les Étrusques avant que la Rome antique l'adopte. Cet examen hiéroscopique se rattache à une longue tradition de représentations polysplanchniques populaires dans l'Antiquité.

## Le foie dans l'Antiquité
« K-B-D (en) (ou K-B-T) est une racine trilittérale trouvée dans toutes les langues sémitiques avec le sens commun de « lourd » (avoir du poids), soit moins littéralement « important ». Le substantif kabittum, dérivé à partir de la racine, ou vice versa, signifie « foie », « intérieur », « âme » dans les langues sémitiques ». Le foie était, pensait-on, le siège de l'âme, des sentiments, de la vie et du sang, un peu à l'instar du cœur dans les civilisations occidentales. 

### En Grèce
Platon y place le siège de la divination, dans le Timée et lui donne le pouvoir de connaître la vérité grâce aux rêves (oniromancie) :
«  Et parce qu’ils savaient qu’elle ne comprendrait pas la raison et que, même si elle en avait d’une manière ou d’une autre quelque sensation, il n’était pas dans sa nature de s’inquiéter des raisons, et que jour et nuit elle serait surtout séduite par des images et des fantômes, les dieux, pour remédier à ce mal, composèrent la forme du foie et la placèrent dans la demeure où elle est. Ils firent le foie compact, lisse, brillant et doux et amer à la fois, afin que la puissance des pensées qui jaillissent de l’intelligence allât s’y réfléchir comme sur un miroir qui reçoit des empreintes et produit des images visibles (...)

Mais, lorsqu’un souffle doux, venu de l’intelligence, peint sur le foie des images contraires et apaise son amertume, en évitant d’agiter et de toucher ce qui est contraire à sa propre nature, lorsqu’il se sert pour agir sur l’âme appétitive d’une douceur de même nature que celle du foie, qu’il restitue à toutes ses parties leur attitude droite, leur poli et leur liberté, il rend joyeuse et sereine la partie de l’âme logée autour du foie et lui fait passer honorablement la nuit en la rendant capable d’user, pendant le sommeil, de la divination, parce qu’elle ne participe ni à la raison ni à la sagesse.
C’est ainsi que ceux qui nous ont formés, fidèles à l’ordre de leur père, qui leur avait enjoint de rendre la race mortelle aussi parfaite qu’ils le pourraient, améliorèrent même cette pauvre partie de notre être en y mettant l’organe de la divination, pour qu’elle pût toucher en quelque manière à la vérité. Ce qui montre bien que Dieu a donné la divination à l’homme pour suppléer à la raison, c’est qu’aucun homme dans son bon sens n’atteint à une divination inspirée et véridique ; il ne le peut que pendant le sommeil, qui entrave la puissance de l’esprit, ou quand sa raison est égarée par la maladie ou l’enthousiasme.
C’est à l’homme dans son bon sens qu’il appartient de se rappeler et de méditer les paroles prononcées en songe ou dans l’état de veille par la puissance divinatoire ou par l’enthousiasme, de soumettre à l’épreuve du raisonnement toutes les visions aperçues et de chercher comment et à qui elles annoncent un mal ou un bien futur, passé ou présent. Mais quand un homme est dans le délire et qu’il n’en est pas encore revenu, ce n’est pas à lui à juger ses propres visions et ses propres paroles et le vieux dicton a raison qui affirme qu il n’appartient qu’au sage de faire ses propres affaires et de se connaître soi-même. C’est pourquoi la loi a institué la race des prophètes pour juger les prédictions inspirées par les dieux. On leur donne parfois le nom de devins : c’est ignorer totalement qu’ils sont des interprètes des paroles et des visions mystérieuses, mais non pas des devins : le nom qui leur convient le mieux est celui de prophètes des choses révélées par la divination.

Voilà pour quelle raison le foie a la nature et la place que nous disons ; c’est pour la divination. Ajoutons que c’est dans le corps vivant qu’il donne les signes les plus clairs. Privé de la vie, il devient aveugle et ses oracles sont trop obscurs pour avoir une signification précise. Quant au viscère voisin, il a été fabriqué et placé à gauche en vue du foie, pour le tenir toujours brillant et pur, comme une éponge disposée en vue du miroir et toujours prête pour l’essuyer.  »
— Platon, Timée, 71-72
Les Grecs connaissaient cette divination appelée mantique, mais ils examinaient aussi les exta, les entrailles des victimes des sacrifices. Lorsqu'en -396, le roi de Sparte Agésilas, voulut piller l'Asie Mineure, il interrogea les foies, qui tous étaient incomplets et il abandonna son entreprise, de même que le roi Agésipolis Ier entrant en Argolide renonça à la guerre faute de hiera kala, de présage favorable.

### En Mésopotamie
Nous possédons les fragments d'un traité d'hépatoscopie babylonienne, remontant peut-être à l'an 2000 av. J.-C. et elle a été fixée chez les Étrusques par les libri rituales.
L'hépatoscopie dans la religion babylonnienne a été étudiée en détail par Georges Contenau et le R.P. Scheil. Le foie était le siège de la vie et du sang. Diodore de Sicile rapporte ceci au sujet des docteurs chaldéens : « Ils sont versés dans l'art de prédire l'avenir par le vol des oiseaux ; ils expliquent les songes et les prodiges. Expérimentés dans l'inspection des entrailles des victimes, ils passent pour saisir exactement la vérité. ». Le Livre de Daniel (Chapitre 2) dans la Bible fait aussi allusion aux devins, magiciens et Chaldéens qui étaient les premiers dignitaires du Royaume perse (magiciens, astrologues et devins = חרטם chartom, אשף 'ashshaph, כשף kashaph, Chaldéens = כשדימה Kasdiy et חַכִּים chakkiym = sages, magiciens).
On appelait les devins bâru et bârutu la divination et ils ont laissé de très nombreux documents sur leurs activités, liées à la médecine et à la divination, comme les prédictions faites aux rois akkadiens Sargon l'Ancien et Naram-Sin et sumérien I-Bid En-Zu.

« Si la surface de fiel entour dans sa circonférence la vésicule biliaire. Oracle de Sargon en vertu duquel il marcha contre l'Élam, vainquit les Élamites en les encerclant et en les coupant de leur ravitaillement. »

— V. Scheil, Oracles au sujet de Sargon l'Ancien RA, XXVI, 1929. Cité dans La Médecine sumérienne.
L'examen des entrailles appelées les tîrânu relève d'une double influence syrienne et babylonnienne. 
Un traité (La 16e tablette de l’hépatoscopie) porte ce titre : « Si le foie est le miroir du ciel. »
La symbolique est l'accès au palais du roi-dieu.
Liste des parties dans l’ordre de consultation du foie
- manzazzum = « présence divine »; var. naplastum « regard »
- padânum = le chemin pû
- tâbum = le mot agréable /
- bakchichdanânum = renforcement » = zone royale surveillée
- bâbekallim = porte du palais = on entre chez le roi /
- dieušulmum = « salutation »
- martum = la vésicule = le Chefnîdi
- kussîm = les assises du trôneubânum = le doigt (le ministre, l’action)
- sibtum = prise, tenure (= la réussite de ce que l’on cherche).

Les différentes parties du foie (kabittu) n'auraient pas à Mari la même symbolique qu’à Babylone. On trouverait ainsi sissiktum au lieu de manzazzum, et la vésicule est appelée « pasteur » tandis qu'une zone est appelée « enclos ». On ne serait plus dans l’image d’une civilisation de citadins mais de pasteurs.
Certains textes montrent que des signes extérieurs recensés indiquaient d'avance quelles étaient les bonnes bêtes, béliers ou moutons, à sacrifier et quel serait l'état du foie de l'animal. Le devin sacrifiait la bête en adressant des prières aux divinités (par exemple Shamash de Sippar et Adad) et examinait les viscères et le foie. Le baru disposait de modèles de foie, généralement en argile mais parfois également en bronze, sur lesquels étaient inscrits les signes à reconnaître. Certains de ces foies, étudiés en assyriologie, sont conservés au British Museum et au musée du Louvre, et proviennent pour la plupart de Mari (où trente-deux de ces modèles de foies en argile ont été retrouvés).

### Chez les Hittites
Les Hittites, peut-être influencés par les Babyloniens ou les Assyriens, ont également intégré l'hépatoscopie à leur culture et leurs croyances, comme l'atteste la découverte de modèles de foies divinatoires, similaires à ceux de Mari, sur le site de Hattusa, ancienne capitale hittite.

### En Italie

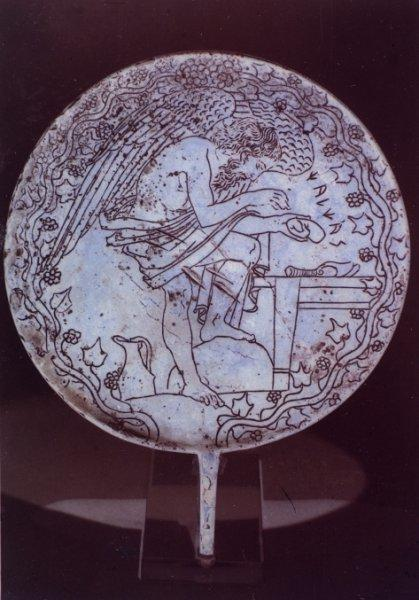
Miroir étrusque (avec représentation du devin Calchas examinant un foie. Italie, Vulci, Musée du Vatican.

Chez les Étrusques le dieu Tagès enseignait cet art. Les anciens faisaient dériver le nom des Étrusques, Tyrrheni, du mot grec θύειν, sacrifier aux Dieux, car c'était pour eux le peuple sacrificateur par excellence. Ce sont des sacrifices sanglants, souvent accompagnés d'air de flûte et accomplis de manière rituelle, que Macrobe et Servius ont divisé en catégories suivant deux classes de victimes, hostiæ animales ou le sacrifice-don de la vie, anima, et hostiæ consultatoriæ, c'est-à-dire une offrande ayant pour but la consultation de la divinité par le bais de l'hépatomancie ou consultation d'une réponse lue dans les entrailles ouverts de l'animal. Il est rapporté dans l'Etrusca disciplina. Les historiens ont généralement souligné les analogies entre l'hépatoscopie étrusque et l'hépatoscopie babylonienne.
Les entrailles de la bête sacrifiée ou exta étaient brûlées dans des loci et offertes aux Dieux, après avoir été saupoudrées de farine salée (mola salsa) mais le cœur et foie étaient soumis à un examen divinatoire. On appelait cela présenter les entrailles (exta porrigere). Les Toscans avaient porté au nombre de sept les exta : foie et cœur, deux reins, rate, poumons et estomac (chiffre attesté par Aristote). On immolait divers animaux, divisés en animalia felicia et infelicia.
On comparait les foies des animaux sacrifiés pour la circonstance avec des modèles de foies en argile ou en bronze, les emplacements des différences et malformations (prodiges) déterminant l'intervention de la ou des divinités attribuées au secteur considéré.
Les textes grecs ont légué les noms des parties observées : fibræ (extrémités saillantes de l'organe) parmi lesquelles la tête (caput) avait une grande importance, « atrophiée, absente, turgide ou double, cohérente ou détachée » et son absence considérée comme présage de mort. Double, (caput duplex) elle était signe de dissensions, détachée par une fissure (caput cæsum), signe de révolution. Certains haruspices (fissulatores) accordaient plus d'importance à l'observation des fissures (fissaculare), comme dans la chiromancie : il y avait une fissure familière (fissa familiaris) et une fissure hostile (fissa hostilis) ; la couleur des foies (bleuâtre, cuivrée, rouge, noire) et la taille des lobes, ou leur atrophie. Les anomalies comme le foie double ou enveloppé d'une double vésicule de fiel, ou placé à l'endroit de la rate étaient observées avec soin, et symbole de prospérité, et les fissures extraordinaires ou mal dirigées redoutées. L'art divinatoire, d'accord avec le bon sens, considérait en général comme d'heureux présages les entrailles bien conformées, d'aspect florissant et plantureux ainsi que les fissures fines et délicates. L'examen se prolongeait pendant la cuisson des entrailles, avant leur combustion par le feu. Dans les consultations solennelles, pratiquées de préférence sur les bêtes à cornes (harvigæ), les haruspices soumettaient les entrailles à une ébullition prolongée. Si, au cours de cette contre-épreuve, un organe important venait à se dissoudre (jecur extabescit, effluit), le pronostic était nécessairement fâcheux. Si l'examen du foie était défavorable on sacrifiait parfois un second animal.
Le musée archéologique national de Chiusi possède et expose des pièces étrusques de même destination qu'utilisaient les haruspices, comme celui du musée de la ville de Plaisance : le foie de Plaisance : il contient en tout 40 inscriptions, un ruban de seize cases entoure le foie, correspondant à seize parties du ciel, où sont observables les foudres et les oiseaux (ornithomancie, auspices). Le foie est divisé en deux parties, l'une favorable (pars familiaris) l'autre inquiétante (pars hostilis, inimica ), et s'y trouvent nommés des noms de divinités, comme Jupiter ou Saturne, la Lune et le Soleil. D'après Raymond Bloch, les foies étrusques sont le reflet du ciel ou templum (espace céleste réservé à la divination des présages ) divisé en 16 territoires avec ses divinités respectives, d'après Pline le Jeune : à chaque secteur correspondrait une divinité à la fois dans le ciel et sur le foie de bronze. Le foie étrusque serait ainsi une sorte de microcosmos.
Certaines œuvres d'art représentent l'haruspice avec le foie dans la main comme un miroir étrusque, le « Miroir de Calchas », ou le personnage de Aule Lecu sur une urne funéraire de Volterra, sur les vases attiques, ou encore la stèle de Mantinée, le miroir de Tuscania. D'autres œuvres ne nous sont pas parvenues : Pausanias vit à Olympie la statue du devin Thrasybule (IIIe siècle av. J.-C.), avec à ses pieds un chien immolé, le foie à découvert.
|  |  |

Chez les Romains, la science des haruspices, l’Aruspicina, comprenait deux choses : l’hépatoscopie et l’extispicine (examen de entrailles).
Les signes étaient souvent interprétés comme annonciateurs de prospérité, et de pouvoir ou au contraire, de mort : dans Tite-Live (livre 77) Sylla voit apparaître sur la tête du foie une couronne d'or et d'après Plutarque, une couronne de lauriers et deux bandelettes. Octave, le futur Auguste offrit à Spolète en 43 av. J.-C. un sacrifice où tous les foies se montraient doubles ou repliés, iecinora replicata, les exta regalia étaient ainsi symboles de pouvoir et de puissance. Dans Lucain, l'haruspice Aruns observe l'absence de cœur et le dédoublement de la tête du foie, l'un brillant et l'autre flétri, ce qui annonce la défaite de Pharsale et Ovide mentionne aussi une caputs cæsum présageant la mort de César. Le caput ou la tête du foie semblait bien inscrire en lui le destin d'un homme et d'un chef en présage faste ou néfaste.
Dans son ouvrage De divinatione, Cicéron ridiculise cette pratique et écrit : « Le vieux bon mot de Caton est fort spirituel : il s'étonnait, disait-il, qu'un haruspice pût regarder un autre haruspice sans rire ».

« Examinons, si tu le veux bien, la signification attachée aux entrailles. À qui donc persuadera-t-on que ce que disent les haruspices, ils l'aient appris par de longues observations. Quand ont-elles commencé ? Pendant combien de temps ont-elles pu se prolonger. Comment les haruspices sont-ils convenus que telle partie du foie appartiendrait à l'ennemi, que telle autre nous concernerait directement, que certaines fissures annonçaient un danger, d'autres un avantage ? Les Étrusques, les habitants de l'Elide, les Égyptiens, les Carthaginois ont-ils tous eu part à cette convention ? Outre que pareille entente n'a pu en fait se conclure à aucun moment, on ne peut même pas l'imaginer : nous voyons en effet que l'interprétation des uns ne s'accorde pas avec celle des autres et qu'il n'y a pas de règles communes à tous »

— Cicéron De divinatione, 2, 12

« Ce philosophe nous dit que la couleur et l’état des entrailles d’une victime désignent la qualité du pâturage, l’abondance ou la disette des productions de la terre, et même la salubrité ou la nature pestilentielle de l’atmosphère. L’heureux mortel! nous connaissons son intarissable gaieté. 
Mais le désir de faire une plaisanterie l’a-t-il empêché de voir qu’elle n’aurait un peu de vraisemblance que si les entrailles des animaux se trouvaient toutes au même instant dans le même état et de la même couleur ? Car si à la même heure le foie d’un animal se trouve frais et entier, et celui d’un autre flétri et desséché, quelle induction peut-on tirer de l’état et de la couleur de leurs entrailles ? 
(...) ils examinent surtout avec grand soin la tête du foie, et s’ils ne la trouvent par c’est, à leur avis, le présage des plus grands malheurs »

— Cicéron De divinatione 2

## Hébreux et Chrétiens

### Dans la Bible
Voici ce qu'écrit à ce sujet le P. Edouard Glotin, jésuite sur le rôle du foie chez les hébreux : 
«  Le foie, un équivalent archaïque du cœur ? Attesté seulement dans un cantique prémonarchique (Gn 49, 6) et conjecturé par certains exégètes dans 5 antiques pièces des deux collections « davidiques » du psautier (Ps 7, 6 ; 16, 9 ; 30, 13 ; 57, 9 = 108, 2), l’usage anthropologique du foie (kâbêd) semble un archaïsme, d’ailleurs éliminé par la massore et (sauf en Gn 49, 6) par les LXX, en profitant de l’homonymie des consonnes radicales des mots foie et gloire (kâbôd). Sur ce point, « l’hébreu n’a pas suivi l’akkadien » et son usage métaphorique du foie (Dhorme). L’élimination culturelle du foie, pourtant considérablement valorisé chez les peuples méditerranéens (Romains, Grecs, Étrusques, Babyloniens) et jusqu’en Chine par la pratique divinatoire des haruspices, traduirait le réflexe d’auto-préservation de l’identité juive face d’abord aux cultes cananéens, puis à la religion chaldéenne (Le Goff). La prescription répétée, sous forme souvent stéréotypée, de l’Exode et du Lévitique de « faire fumer » devant le Seigneur le lobe du foie des victimes sacrées aurait peut-être été destinée à soustraire cette partie de l’animal à l’hépatomancie (Lv 3, 4, note TOB). – Dans la même ligne polémique, à noter qu’à l’époque perse, le Livre de Tobie (6, 5-8; 8, 2) associera, comme remède antidémoniaque, la combustion du cœur à celle du foie du poisson, lequel, dans la littérature chrétienne postérieure, symbolisera le Christ .En ce qui concerne le Coran, L. Massignon, « Le cœur (Al–Qalb) dans la prière et la méditation musulmanes », EC 1950, p. 96 note que le mot « foie (fu’âd) », synonyme atténué du cœur, n’y figure que 16 fois, contre 131 emplois du mot « cœur (qalb) ».  »
— La Bible du Cœur de Jésus, Presses de la Renaissance, 2007. P. Edouard Glotin

Cet art divinatoire de l'hépatoscopie semble donc avoir son origine en Chaldée et en Perse et n'était pratiqué que dans le paganisme auquel il est étroitement lié : Les Hébreux pratiquaient comme les Grecs (hécatombe) le sacrifice des animaux par le feu (holocauste) mais pas l'hépatoscopie, punie de mort comme toute forme de divination, rejetée comme péché par les Hébreux (Samuel 15, 20-23) et dont il n'est fait allusion, dans la Bible que dans Ezéchiel au sujet du roi Nabuchodonosor et, chez les Perses comme chez les Grecs et les Romains on voit ici que cette « superstition » était liée à la guerre. On avait coutume dans l'Antiquité de faire des sacrifices divinatoires avant une bataille ou une conquête pour savoir si les dieux seraient favorables et donneraient la victoire ou la défaite et ce que les foies laissaient prévoir de l'avenir (bons ou mauvais présages ). 
«  Car le roi de Babylone s'est arrêté au carrefour, à la tête des deux chemins, pour tirer des présages : il secoue les devins, il interroge les théraphim, « il examine le foie » (כָּבֵד) Dans sa droite est le présage « Jérusalem », pour dresser des béliers contre les murailles, pour ouvrir une entrée par une brèche, pour pousser à haute voix le cri de guerre, pour dresser des béliers contre les portes, pour élever des terrasses, pour construire des murs. À leurs yeux, ce n'est qu'une divination mensongère, ils ont pour eux les serments les plus sacrés, mais lui les fera souvenir de leurs iniquités lorsqu'ils seront pris.  »
— Ezéchiel,  21, 26
L'hépatoscopie est sans doute comprise chez les Hébreux dans cette interdiction du Deutéronome concernant le culte des idoles et les arts divinatoires païens :
«  : « Qu’on ne trouve chez toi personne qui fasse passer son fils ou sa fille par le feu, personne qui exerce le métier de devin, d’astrologue, d’augure, de magicien, d’enchanteur, personne qui consulte ceux qui évoquent les esprits ou disent la bonne aventure, personne qui interroge les morts. Car quiconque fait ces choses est en abomination à l’Éternel ; et c’est à cause de ces abominations que l’Éternel, ton Dieu, va chasser ces nations devant toi. » »
— Bible,  Deutéronome 18:10-12

Le Livre de Tobie ne se déroule pas en Israël mais sur le chemin de la Médie, en Mésopotamie, vers Ecbatane. Le foie du poisson est relié par l'Ange Raphaël (= ange qui guérit) à la médecine : il ne s'agit pas de divination ; parallèlement aux coutumes chaldéennes dont les hébreux se différencient ici, le foie semble avoir un rôle central comme le cœur, mais, selon les propos de l'ange Raphaël en tant que remède, pour guérir les aveugles ou faire fuir les démons, ce qui sera la tâche du Christ (art de la médecine, expulsion des démons). 
« L'enfant descendit au fleuve se laver les pieds, quand un gros poisson sauta de l'eau, et faillit lui avaler le pied. Le garçon cria, - et l'ange lui dit : « Attrape le poisson, et ne lâche pas ! » Le garçon vint à bout du poisson, et le tira sur la rive. - L'ange lui dit : « Ouvre-le, enlève le fiel, le cœur et le foie ; mets-les à part, et jette les entrailles, parce que le fiel, le cœur et le foie font des remèdes utiles. » - Le jeune homme ouvrit le poisson, préleva le fiel, le cœur et le foie. Il fit frire un peu de poisson pour son repas, et il en garda pour le saler. Ils marchèrent ensuite tous deux ensemble jusqu'auprès de la Médie. - Alors le garçon posa à l'ange cette question : « Frère Azarias, quel remède y a-t-il donc dans le cœur, le foie et le fiel de poisson ? » - Il répondit : « On brûle le cœur et le foie de poisson, et leur fumée s'emploie dans le cas d'un homme, ou d'une femme, que tourmente un démon ou un esprit malin : toute espèce de malaise disparaît définitivement sans laisser aucune trace. » - Quant au fiel, il sert d'onguent pour les yeux, quand on a des taches blanches sur l'œil : il n'y a plus qu'à souffler sur les taches pour les guérir.  »
— Livre de Tobie

### Avènement du Christianisme
Les chrétiens ont eu fort à faire avec l'hépatoscopie, puisque la première cause de condamnation à mort et au martyre chrétien était le refus catégorique de sacrifier aux dieux et divinités païennes et à l'Empereur déifié. Aussi au début préféraient-ils mourir de manière cruelle que d'offrir des sacrifices aux dieux et cela comprenait nécessairement le refus de toute pratique divinatoire associée aux sacrifices du paganisme lesquels pour Saint Paul sont des sacrifices de créatures animales offerts aux démons ayant un pouvoir divinatoire (Epître aux Romains). Cette thèse est développée par Saint Augustin et par Eusèbe de Césarée. Le sang des animaux s'avérait incapable d'enlever les péchés et le foie des animaux de révéler l'avenir.
En 385, sous l'Empereur Théodose Ier, avec l'avènement du Christianisme à Rome, renoue avec les interdictions bibliques du Deutéronome, est instituée la peine de mort pour qui « par l'inspection du foie et les présages tirés des entrailles se bercerait de l'espoir d'une vaine promesse, ou, ce qui est pire encore, connaîtrait l'avenir par une consultation exécrable. Un supplice plus terrible est réservé à ceux qui, contre notre défense, auraient cherché à savoir le vrai sur le présent et sur l'avenir ». Ce fut la fin du paganisme à Rome.
Au Ve siècle, en 481, saint Augustin écrit le traité, De la divination des démons, où il attribue aux démons toutes les formes païennes divinations attribuées au dieux, interdites désormais par la loi romaine, mais qui gardaient quelques nostalgiques, niant que Dieu les réprouvait, puisqu'il les tolérait dans sa Toute-Puissance, avant leur interdiction par la justice romaine devenue chrétienne. Saint Augustin explique que ce qui était attribué aux dieux est en fait une capacité des démons exactement comme le fit saint Paul dans l'épître aux Romains au sujet des viandes immolées en sacrifice aux idoles . On accordait à son époque toujours de la véracité à ces divinations exécutées selon des Rites des Livres Pontificaux romains, qu'il qualifie de « vieilleries puériles » et il explique le succès de cette « pseudo-science » du paganisme de la divination, mantique en grec par le fait que les aux démons existant réellement sont capables dans une certaine mesure de prévoir l'avenir et de deviner certaines choses.
«  Quelquefois aussi leur prédiction n'a pas pour objet ce qu'ils font eux-mêmes, mais ce dont ils présagent l'avenir d'après certains signes naturels, signes que nos sens humains ne peuvent percevoir. On ne regardera pas comme un devin, par exemple, le médecin qui prévoit certains faits que ne voit point d'avance l'homme étranger à son art. Or, faut-il s'étonner que comme le médecin prévoit d'après une perturbation ou d'après une amélioration du tempérament humain, notre santé à venir, bonne ou mauvaise; ainsi le démon, d'après certaine disposition ou règle de l'air qu'il connaît, lui, et qui nous échappe, prévoie les variations du temps? »
— saint Augustin , De la divination des démons, livre VIII
Dans la Préparation évangélique Eusèbe de Césarée développait au IVe siècle en langue grecque des propos identiques :
«  Le philosophe, tel que nous le définissons, doit être séquestré de toutes les choses du dehors. Nous sommes donc fondés à dire qu'il n'ira point tourmenter les démons, ni les implorer, pour en obtenir des prédictions par l'inspection des entrailles d'animaux. Toute son étude est de se déprendre des sujets de divination. Il ne s'occupe pas de mariage, pour avoir intérêt d'importuner le prophète à ce sujet ; il ne le fera non plus ni pour le négoce, ni relativement à un esclave, pour un avantage quelconque de ceux qui reposent sur les opinions populaires. Les questions qu'il adresse à la divinité ne sont pas connues des devins. Les entrailles des animaux ne peuvent rien lui révéler à ce sujet. S'approchant sans intermédiaire, comme nous l'avons dit, du dieu qui habite dans ses propres entrailles, il cherche à s'éclairer sur la vie éternelle, étant entièrement absorbé dans cette pensée. » Le raisonnement contenu dans ces paroles a rendu aussi évident qu'il est possible ce que l'on doit penser des oracles et des interrogations faites aux entrailles des victimes, et de tous ces pronostics de choses inconnues qui font l'admiration de la multitude. En les qualifiant fausses opinions, préjugés, Porphyre les repousse comme des insinuations des mauvais démons; et disant que l'homme sensé et prudent ne se livrera jamais à eux ni ne les attirera à soi par les sacrifices. Il ajoute que le philosophe n'a nul besoin des oracles, ni des aruspices, ni de rien de semblable, donnant à entendre que ce sont des inventions funestes des démons  »
— Eusèbe de Césarée, La Préparation évangélique 1
« Nous n'aurons pas besoin de divination ni d'oracles, nous n'interrogerons point les entrailles des animaux, et nous ne nous troublerons pas des effets extraordinaires produits par la puissance des démons. Plus la multitude y apporte d'attention et d'empressement, plus la parole du Christ nous a instruits à nous éloigner, nous a encouragés à ne désirer d'autres biens que ceux qui ne connaissent réellement aucun devin, et qui n'ont pas besoin pour être sus, que les entrailles des victimes les montrent. Le Verbe de Dieu est le seul qui habite véritablement dans les entrailles de ceux qui, par l'extrême pureté de leur âme, sont dignes de le recevoir. C'est en parlant d'eux, qu'il dit dans les saintes Écritures : « J'habiterai au milieu d'eux et je m'y promènerai; je serai leur Dieu, ils seront mon peuple  »
— Eusèbe de Césarée,  La Préparation évangélique 1
Enfin les chrétiens christianiseront le besoin des anciens païens de se représenter le ciel à travers les foies, puisque l'Église terrestre, les églises, le templum deviendra le reflet du ciel et du cosmos habité par les saints et par les anges.

### Chez les Arabes
Ibn Khaldoun fait allusion à l'hépatoscopie dans son étude de la divination dans Muqaddima (fin du livre I).

### En bande dessinée
Le Devin, bande dessinée de la série Astérix, tourne en dérision haruspices et devins passés ou contemporains.
Le devin Prolix examine les foies des poissons et prédit qu'« après la pluie viendra le beau temps. »
Dans la bande dessinée de la série Lanfeust de Troy, un haruspice est un intervenant occasionnel. Le tome 5, Le Frisson de l’haruspice, lui est dédié en 1997.